# Libertyville (Illinois)
Libertyville – wieś w Stanach Zjednoczonych, w stanie Illinois, w hrabstwie Lake.